# 富山製作所
株式会社富山製作所（とみやませいさくしょ）は東京都江戸川区に本社をおく特殊カメラおよびカメラスタンドメーカーである。パノラマカメラの「アートパノラマ」シリーズの他、スタジオカメラスタンドのアートスタンド「プロ」シリーズ、マルチパーパススタンドPROXを製作している。

## カメラ製品の一覧

### アートパノラマシリーズ
- アートパノラマ120（1982年8月発売、受注生産） - 120フィルムを使用し6×12cm判。レンズはマミヤプレス用のセコール75mmF5.6またはセコール127mmF4.7を使用する。ピントは目測とヘリコイドによる。フィルム送りは赤窓式。
- アートパノラマ170（1980年4月発売、受注生産） - 120フィルムを使用し6×17cm判またはマスクを取り付け6×12cm判。レンズは75mmから120mmの間でリンホフボードにて交換可能であり、メーカーではニッコールSW90mmF4.5、フジノンSW90mmF8、フジノンSWD90mmF4.5、ワイドコンゴー90mmF6.3を装着している。ピントはピントグラスとノブによる。フィルム送りは赤窓式。
- アートパノラマ240（1978年8月発売、受注生産） - 120フィルムを使用し6×24cm判またはマスクを取り付け6×17cm判。レンズは105mmから120mmの間でリンホフボードにて交換可能であり、メーカーではニッコール120mmF8またはフジノン120mmF8を装着している。フィルム送りは赤窓式。ピントはピントグラスとノブによる。
- アートパノラマ170ホルダー（1983年5月発売） - 一般の4×5in判ビューカメラに取り付けられるフィルムホルダーで、120フィルムで6×17cm判または6×12cm判のパノラマ写真撮影ができる。

### その他のカメラ
- アート・四眼装置（1975年8月発売） - ポラロイド405ホルダーを使用しタイプ105、タイプ107、タイプ108のランドフィルムのほか、一般の4×5in判シートフィルムも使用できる。シャッタープレートを移動することにより36×47mm判で4枚撮り、73×95mmで1枚撮り、カメラを縦位置にセットし47×73mmで2枚撮りから選択[1]。撮影距離は3-0.5m。レンズはリンホフボードにコンゴー105mmF4.5が4本装着されたものを使用するが、1枚撮りする際にはリンホフボードに装着された他のレンズも使用可能[2]。
- アート・パスポート（1979年2月発売） - ポラロイド545ホルダーを使用しタイプ52、タイプ58のランドフィルムを使用し、パスポート写真2枚または4×5in写真1枚を撮影できる。レンズはコンゴー105mmF4.5が2本装着されている。
- アート・ライセンス&パスポート（1983年7月発売） - 運転免許写真用にはポラロイド405ホルダーを使用しタイプ665、タイプ667、タイプ669のランドフィルム、フジFP100、FP3000Bフィルムを使用し36×46mmのポジ印画4枚を撮影、パスポート写真用にはポラロイド545ホルダーを使用しタイプ552等のランドフィルムを使用し50×50mmのポジ印画2枚を撮影できる。

## カメラスタンド製品の一覧
- アート・スタンド・ジュニア
- アート・スタンド・ミニ
- アート・スタンド・ミニミニ
- アート・スタンド・マスターデラックス
- アート・スタンド・プロシリーズ